# Andala Camana
Andala Camana (???? - 1833) foi o rei (Angola) da Matamba e Dongo de 1810 até 1833, sendo o último monarca do reino com sua anexação á África Ocidental Portuguesa. 

## Biografia
Sendo filho da princesa Camana, filha de Ana III subiu ao trono após a morte de seu primo em segundo grau Francisco II. Ele tentou manter a unidade do povo e a pouco soberania que ainda restava ao decadente Reino de Matamba, fundado pela rainha Jinga Ambande em 1631. Entretanto todos os seus esforços foram em vão e após sua morte o reino foi anexado formalmente á Angola Portuguesa como parte da colônia. 